# Física molecular
 Física molecular  és la part de la física que explica l'estructura molecular, l'enllaç químic i les propietats físiques que presenten les molècules. Ens permet estudiar les estructures de les molècules, les seves funcions, i els seus avantatges.
Les tècniques experimentals més importants amb les que treballa són els diversos tipus d'espectroscòpia. El seu camp d'estudi està fortament relacionat amb la física atòmica i amb la química teòrica, física química i la química física.